# Wanda Karpowicz

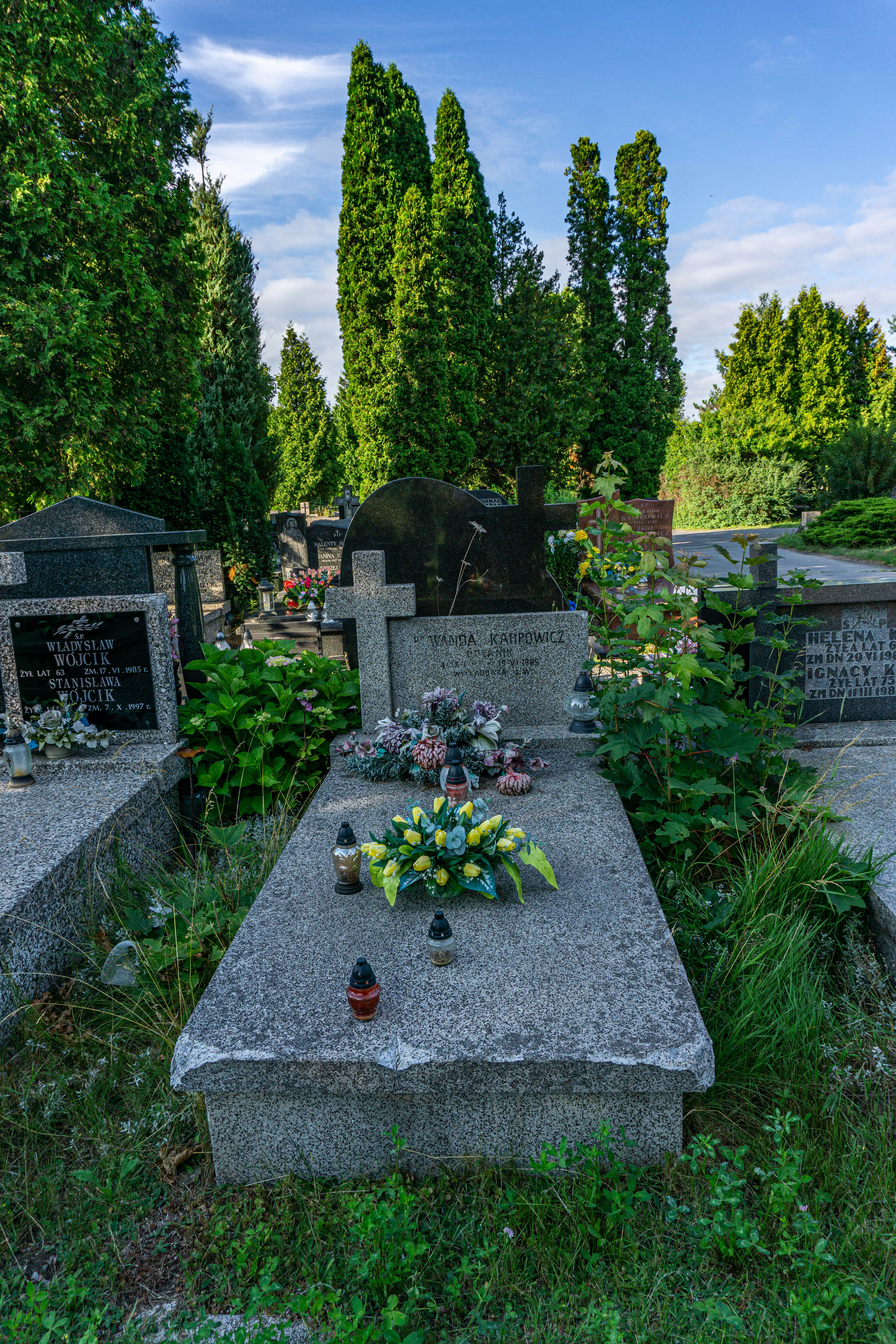
Grób Wandy Karpowicz na cmentarzu komunalnym Północnym w Warszawie

Wanda Karpowicz (ur. 4 września 1897 w Warszawie, zm. 22 czerwca 1985 tamże) – polska specjalistka w dziedzinie pterydologii, naukowczyni i dydaktyczka oraz popularyzatorka wiedzy przyrodniczej, członkini honorowy PTB.

## Życiorys
Wanda Karpowicz była córką Stanisława Karpowicza (znanego pedagoga) i Marii z Kruszewskich Karpowiczowej. Od 1911 uczęszczała do prywatnej żeńskiej szkoły Jadwigi Kowalczykówny i Jadwigi Jawurkówny (zob. Szkoła na Wiejskiej), którą skończyła z wyróżnieniem w 1915.
W latach 1914–1919 studiowała na Wydziale Matematyczno-Przyrodniczym Uniwersytetu Warszawskiego (UW). Po ukończeniu studiów pracowała jako nauczycielka biologii w szkole Kowalczykówny (1919–1939) oraz wykonywała w UW pracę doktorską.
W czasie II wojny światowej organizowała w okupowanej Warszawie tajne nauczanie.
Po wojnie (1945–1947) pracowała w Łodzi, w Zakładzie Anatomii i Cytologii Roślin Uniwersytetu Łódzkiego, w Wyższej Szkole Pedagogicznej i liceach. W 1947 powierzono jej organizację warszawskiego Ogniska Metodycznego dla nauczycieli biologii (przekształconego później w ośrodek metodyczny). Uczyła też w Liceum im. Batorego. W kolejnych latach była adiunktem w Katedrze Botaniki Ogólnej WSP w Warszawie (1950–1953), w Pracowni Fitosocjologii Leśnej Instytutu Botaniki PAN (1954–1956) i w Zakładzie Systematyki i Geografii Roślin na Wydziale Biologii i Nauk o Ziemi UW (1959–1964). Prowadziła wykłady z botaniki na Wydziale Pedagogicznym UW (1953–1968) oraz z metodyki nauczania biologii na Wydziałach Biologii i Nauk o Ziemi (1955–1957) i Pedagogicznym (1954–1968) UW oraz na Studium Pedagogiki dla Pracujących w UW.
Na emeryturę przeszła w 1964, nie przerywając pracy na uczelni i działalności popularyzatorskiej, m.in. w Polskim Towarzystwie  Botanicznym i Towarzystwie Wiedzy Powszechnej.
Zmarła w 1985. Została pochowana na cmentarzu komunalnym Północnym w Warszawie.

## Badania naukowe
Pierwsze badania naukowe Wanda Karpowicz wykonywała pod opieką Bolesława Hryniewieckiego. Pracę doktorską nt. „Badania nad rozwojem przedrośli oraz pierwszych liści sporofitu paproci krajowych (Polypodiaceae)” obroniła w 1927 w krakowskiej Akademii Umiejętności (opiekun naukowy: Bolesław Hryniewiecki).

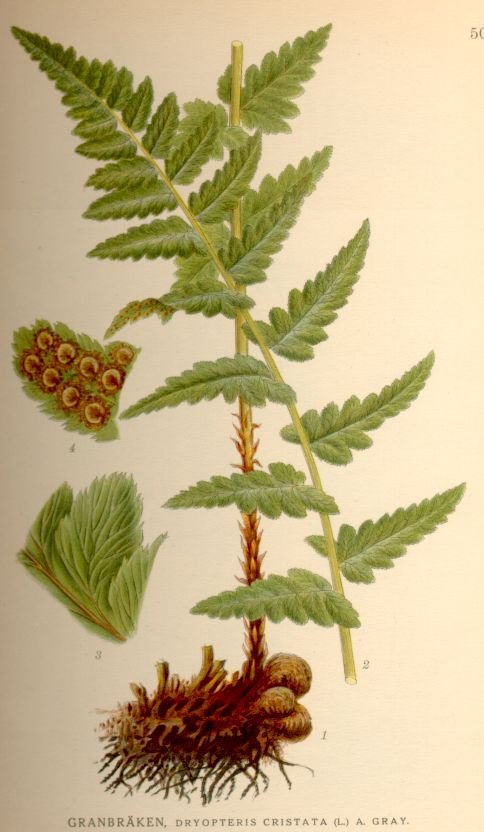
Nerecznica grzebieniasta

W kolejnych latach prowadziła m.in. badania porównawcze gatunków z rodzajów Dryopteris i Thelypteris, w tym kartowanie ich stanowisk i analizy zasięgów na serpentynitach.
Zebrała do zielnika Uniwersytetu Warszawskiego wszystkie gatunki paproci krajowych, równocześnie weryfikując oznaczenia zbiorów. Te prace trwały do ok. 1970.

## Praca dydaktyczna i popularyzacja wiedzy przyrodniczej
Wanda Karpowicz, córka znanego pedagoga, własną pracę dydaktyczną rozpoczęła, jako nauczycielka biologii, w szkole Jadwigi Kowalczykówny i Jadwigi Jawurkówny, z którą była związana do końca jej istnienia (1944). Kontynuowała pracę swojej znanej poprzedniczki na tym stanowisku, Wandy Haberkantówny, inicjatorki  poglądowego nauczania przedmiotu i autorki poradników metodycznych. 
Korzystając z większych możliwości, jakie szkoła uzyskała po odzyskaniu przez Polskę niepodległości, zorganizowała pokój hodowlany (obok już istniejącej pracowni przyrodniczej), w którym znajdowały się m.in. akwaria, terraria, insektaria i klatka z ptakami-ziarnojadami. Rozwijała w uczennicach umiejętność obserwacji rozwoju roślin, ucząc prowadzenia dzienniczków domowej hodowli roślin, zawierających opisy i własnoręczne rysunki. Stworzyła  szkolną czytelnię-wypożyczalnię książek i popularnonaukowych czasopism przyrodniczych.
W latach 1928–1933 Karpowicz próbowała wprowadzić w części klas daltoński system nauczania. biologii, polegający na stosowaniu „przydziałów miesięcznych” – indywidualnych zadań, przekazywanych uczennicom wraz z instrukcją, do samodzielnego rozwiązania przez uczennice, na podstawie lektur i samodzielnych obserwacji Karpowicz stwierdziła, że nowy system sprzyja rozwojowi uczennic najzdolniejszych, jednak nie jest odpowiedni dla mniej zainteresowanych przyrodoznawstwem. Utrudnia też utrzymanie „życia klasowego”, które jest m.in. szkołą pracy zespołowej.
W 1933 zaniechała stosowania systemu daltońskiego, powracając do tradycyjnego nauczania w pracowni,  metodą tzw. „nauki pod kierunkiem”. Organizowała też, wzorem Wandy Harberkantówny i Wacława Jezierskiego, tematyczne wycieczki biologiczne do warszawskich parków i podwarszawskich miejscowości oraz – wspólnie z nauczycielką  geografii, Marią Rylke – dwudniowe wycieczki np. do Kazimierza nad Wisłą, Puszczy Białowieskiej, Puszczy Jodłowej, Ojcowa, Krzemieńca na Wołyniu. Uczennice prowadziły kronikę klasowych wycieczek, zawierającą wyniki obserwacji, własnoręczne rysunki i fotografie. Karpowicz prowadziła też z uczennicami szkolny ogródek na terenie Ogrodów Frascati (1929–1935) i opiekowała się szkolnym kółkiem biologicznym, które powstało w 1928.
W 1937 przygotowała i wdrożyła nowe programy nauczania biologii w 2-letnim liceum przyrodniczym, utworzonym po reformie systemu oświaty ministra Janusza Jędrzejewicza (wcześniej nauka biologii kończyła się w gimnazjum). Program obejmował m.in. do tej pory nie wykładane problemy ewolucjonizmu i dziedziczności.
W czasie II wojny światowej Wanda Karpowicz kierowała tajnymi kompletami akademickimi, na których ok. 300 studentów studiowało biologię, medycynę, stomatologię i chemię. 
Po wojnie Karpowicz prowadziła wykłady z biologii oraz z metodyki nauczania biologii w  Uniwersytecie Łódzkim, Uniwersytecie Warszawskim i warszawskiej Wyższej Szkole Pedagogicznej. Wykłady i ćwiczenia ilustrowała m.in. odręcznymi rysunkami, budzącymi podziw słuchaczy, oraz wzbogacała wycieczkami florystycznymi.
Wanda Karpowicz była też aktywną popularyzatorką przyrodoznawstwa. W okresie międzywojennym działała w Towarzystwie Przyrodników im. Stanisława Staszica oraz – jako kierownik popularyzacji wiedzy przyrodniczej w Zarządzie Głównym – w Polskim Towarzystwie Przyrodników im. Kopernika. W latach 1948–1966 kierowała sekcją popularyzacji wiedzy w Polskim Towarzystwie Botanicznym, utrzymując współpracę z nauczycielami biologii i ośrodkami ich doskonalenia zawodowego. Działała również w Towarzystwie Wiedzy Powszechnej oraz (nadal) w Towarzystwie im. Kopernika.

## Publikacje
Dorobek publikacyjny Wandy Karpowicz ilustrują np. pozycje z katalogu Biblioteki UW:
- 1956 – Z ewolucji świata roślin, szkice, Państwowe Zakłady Wydawnictw Szkolnych (PZWS), Warszawa
- 1958 – Z ewolucji świata roślin, szkice, [rys. Kazimierz Perycz], wyd. 2., PZWS, Warszawa
- 1964 – Metodyka wycieczek botanicznych dla nauczycieli szkół podstawowych (wspólnie z Delfiną Gayówną),  PZWS, Warszawa
- 1965 – Metodyka nauczania biologii, Państwowe Wydawnictwo Naukowe (PWN), Warszawa
- 1969 – Paprocie, PWN, Warszawa
- 1972 – Paprocie, wyd. 2, PWN, Warszawa

Wanda Karpowicz była też przewodniczącą Komitetu Redakcyjnego książki ”Szkoła na Wiejskiej”, przygotowanej w celu upamiętnienia pedagogicznego dorobku Jadwigi Kowalczykówny i Jadwigi Jawurkówny oraz całej kadry nauczycielskiej prowadzonej przez nie szkoły. Pierwsze wydanie książki ukazało się w 1974 dorobku, a rozszerzone wydanie drugie (2007) – opracowano po śmierci Wandy Karpowicz.